# Акикат
«Акикат» (каз. «Ақиқат», в переводе «Истина») — казахский национальный общественно-политический журнал. «Акикат» освещает проблемы истории, духовного наследия казахского народа.

## История
Основан в 1922 году. В разные годы редакторами журнала были А. Асылбеков, Н. Нурмаков, С. Садуакасов, О. Жандосов, А. Байдильдин, Е. Алдонгаров.

## Название
Первое название «Қызыл Қазақстан». Позже журнал несколько раз менял название: «Ауыл коммунисі» (1932), «Коммунист» (1938), «Қазақстан болышевигі» (1945), «Қазақстан коммунисі» (1952). Настоящее название с 1991 года.

## Награды
- Благодарность Президента Республики Казахстан в области средств массовой информации (25 июня 2021 года) — за значительный вклад в развитие средств массовой информации страны[1].